# Benjamín Virasoro
Benjamín Virasoro (Corrientes, 1 de maio de 1812 – Buenos Aires, 30 de abril de 1897), foi um militar argentino, governador da província de Corrientes, membro destacado do Partido Federal, que participou das guerras civis no seu país e foi o líder correntino durante a Guerra do Prata.

## Bibliografía
- Castello, Antonio Emilio, Historia de Corrientes, Ed. Plus Ultra, Bs. As., 1991.